# Рокур (Льєж)

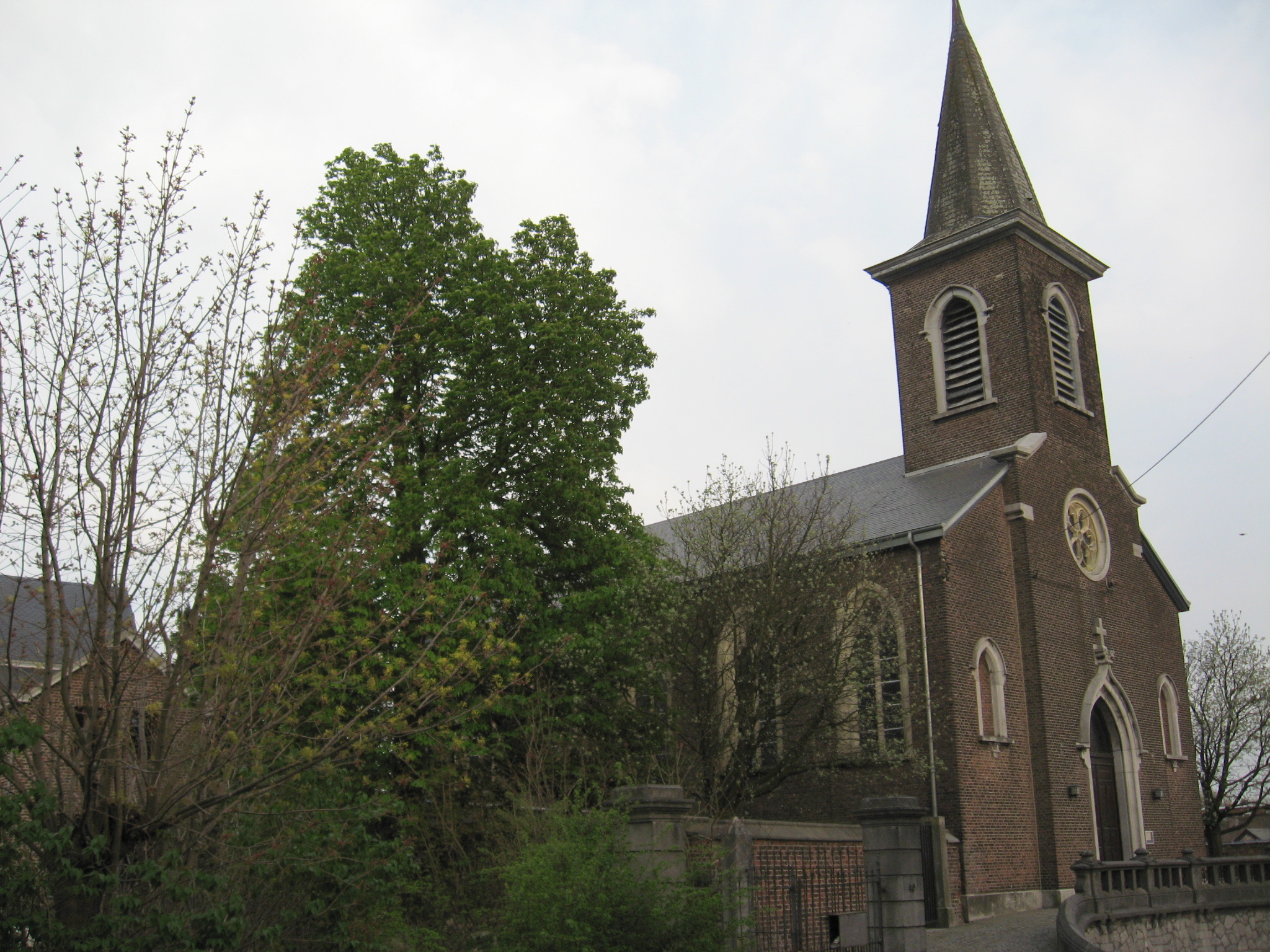

Рокур (фр. Rocourt фр. вимова: [ʁɔkuʁ] ( прослухати); валлон. Rôcou) — передмістя бельгійського міста Льєж, колишній муніципалітет, частина муніципалітету Льєж з 1977 року.
Відомий як місце битви при Рокурі в 1746 році, під час війни за австрійську спадщину.